# Giusto Bellavitis

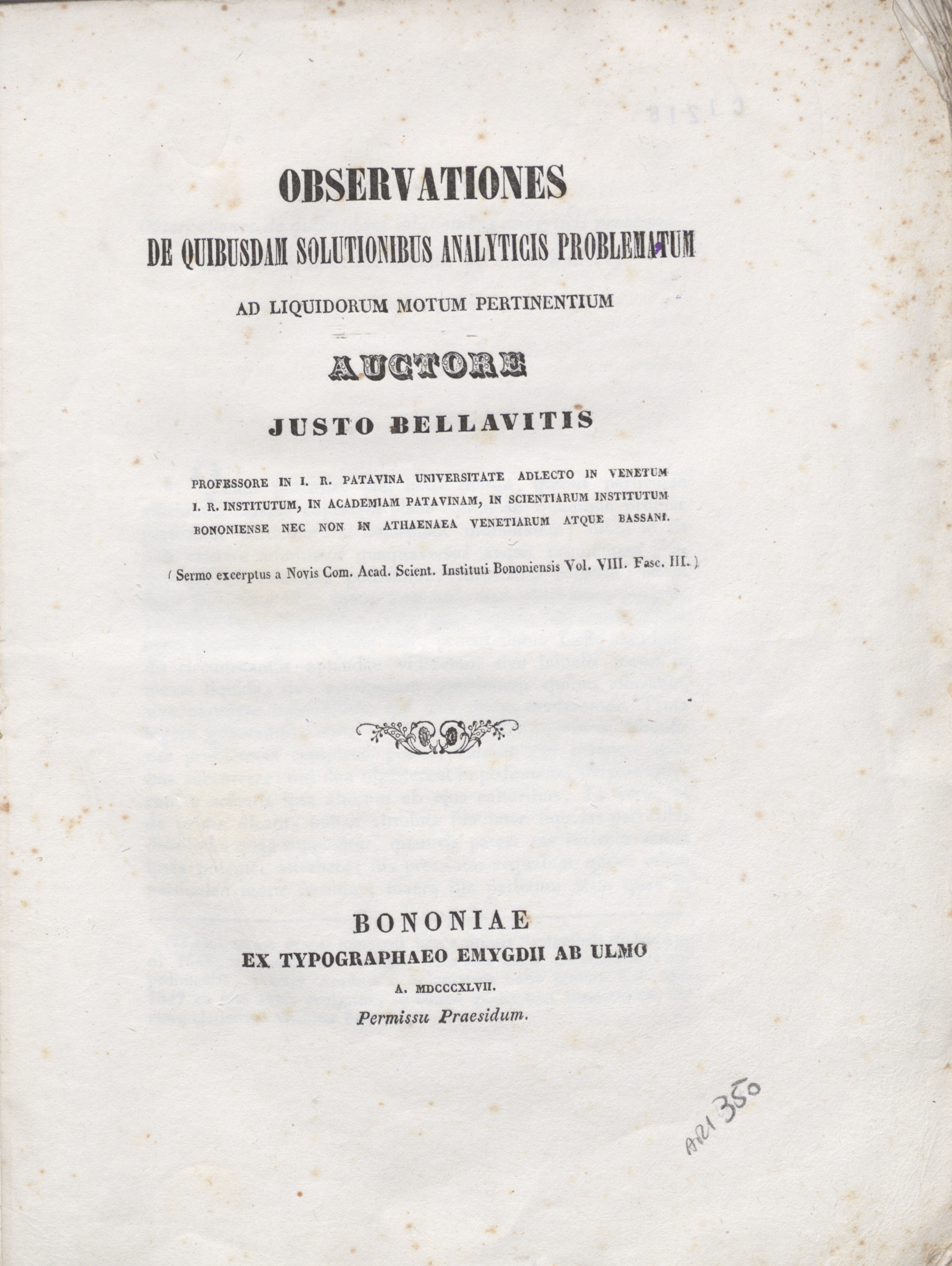
Observationes de quibusdam solutionibus analyticis (1847)

Giusto Bellavitis, född 22 november 1803 i Bassano del Grappa, död 6 november 1880 i Tezze sul Brenta, var en italiensk greve och matematiker. 
Bellavitis var professor i högre algebra och analytisk geometri vid Paduas universitet. Han uppfann 1832 ekvipollenskalkylen, ett på geometrisk addition och multiplikation grundat förfaringssätt att lösa geometriska problem. Han författade läroböcker i sitt ämne.